# Борисовка (Щолковський міський округ)
Бори́совка (рос. Борисовка) — присілок у складі Щолковського міського округу Московської області, Росія.

## Населення
Населення — 10 осіб (2010; 14 у 2002).
Національний склад (станом на 2002 рік):
- росіяни — 93 %